# Битинија и Понт
Битинија и Понт је име провинције Римског царства на обали Црног мора у Малој Азији. Формирана је спајањем бивших краљевства Битиније (припојена Риму 74. п. н. е.) и Понта (припојена 64. п. н. е.).
Гувернер покрајине је од 110. до 112. године је био римски писац Плиније Млађи. Његове Епистуле (Писма) за цара Трајана (98-117) су главни извор римске покрајинске управе.
Административним реформама цара Диоклецијана, провинција Битинија и Понт је подељена на три мање покрајине, Битинију, Хоноријаду и Пафлагонију.
Главни град провинције је била Никомедија данашњи Измит у Турској. 